# Oberliga West
L'Oberliga West (Oberliga Ovest) era una delle cinque massime divisioni del campionato tedesco di calcio, che si disputò tra il 1947 e il 1963 nello stato federato della Renania Settentrionale-Vestfalia.

## Storia
Durante il periodo della Germania nazista era nata la Gauliga, un sistema di campionati locali che venne esteso a tutti i territori nel frattempo occupati.
Dopo la fine della seconda guerra mondiale vennero invece create cinque massime divisioni, che assorbirono le squadre delle Gauligen esistenti sul territorio della Germania Ovest; in particolare l'Oberliga West era estesa su parte della zona di occupazione britannica, e raccoglieva le squadre provenienti da tre Gauligen, la Mittelrhein, la Niederrhein e la Westfalen. In base al sistema calcistico tedesco, la vincente e la seconda classificata di questo campionato partecipavano poi alla fase nazionale, insieme, ovviamente, alle squadre provenienti dalle altre Oberliga; queste erano la Nord, la Südwest, la Süd, e quella di Berlino.
A partire dalla stagione 1963-1964 questo sistema è stato sostituito da quello attuale, la Bundesliga, un unico girone all'italiana che raccoglie le migliori squadre nazionali. Alla prima edizione del nuovo campionato dall'Oberliga Ovest si qualificarono le seguenti squadre:
- Colonia
- Borussia Dortmund
- Duisburg
- Preußen Münster
- Schalke 04

Le restanti squadre, insieme alle neopromosse formarono invece la Regionalliga West, una delle seconde divisioni locali, che fu attiva dal 1963 al 1974; in questo anno nacque infatti la Zweite Bundesliga, l'attuale seconda divisione, che è invece su scala nazionale.

## Albo d'oro
Di seguito vengono riportate, stagione per stagione, la vincente e la seconda classificata del campionato:
| Stagione | Vincitore         | Seconda                 |
| -------- | ----------------- | ----------------------- |
| 1947-48  | Borussia Dortmund | Sportfreunde Katernberg |
| 1948-49  | Borussia Dortmund | Rot-Weiss Essen         |
| 1949-50  | Borussia Dortmund | Preußen Dellbrück       |
| 1950-51  | Schalke 04        | Preußen Münster         |
| 1951-52  | Rot-Weiss Essen   | Schalke 04              |
| 1952-53  | Borussia Dortmund | Colonia                 |
| 1953-54  | Colonia           | Rot-Weiss Essen         |
| 1954-55  | Rot-Weiss Essen   | Sodingen                |
| 1955-56  | Borussia Dortmund | Schalke 04              |
| 1956-57  | Borussia Dortmund | Eintracht Duisburg      |
| 1957-58  | Schalke 04        | Colonia                 |
| 1958-59  | Westfalia Herne   | Colonia                 |
| 1959-60  | Colonia           | Westfalia Herne         |
| 1960-61  | Colonia           | Borussia Dortmund       |
| 1961-62  | Colonia           | Schalke 04              |
| 1962-63  | Colonia           | Borussia Dortmund       |

In grassetto viene indicata la vincitrice del campionato nazionale.